# فاتن حمامة
فاتن حمامة (27 مايو 1931 - 17 يناير 2015)، ممثلة مصرية راحلة لقبت بسيدة الشاشة العربية. يعدها الكثيرون علامة بارزة في السينما العربية حيث عاصرت عقودًا طويلة من تطور السينما المصرية وساهمت بشكل كبير في صياغة صورة جديرة بالاحترام لدور السيدات بصورة عامة في السينما العربية من خلال تمثيلها منذ عام 1940. في عام 1996 أثناء احتفال السينما المصرية بمناسبة مرور 100 عام على نشاطها تم اختيارها كأفضل ممثلة وتم اختيار تسعة من أفلامها في قائمة أفضل مئة فيلم في تاريخ السينما المصرية، وفي عام 1999 تسلمت شهادة الدكتوراه الفخرية من الجامعة الأمريكية بالقاهرة، وفي عام 2000 منحتها منظمة الكتّاب والنقاد المصريين جائزة نجمة القرن، كما منحت وسام الأرز من لبنان ووسام الكفاءة الفكرية من المغرب والجائزة الأولى للمرأة العربية عام 2001.
وفي عام 2007، اختارت لجنة السينما للمجلس الأعلى للثقافة في القاهرة ثمانية من الأفلام التي ظهرت فاتن حمامة بها ضمن قائمة أفضل 100 فيلم في تاريخ السينما المصرية، وفي 17 يناير 2015 توفيت الفنانة عن عمر يناهز 83 عاماً إثر أزمة صحية.

## النشأة

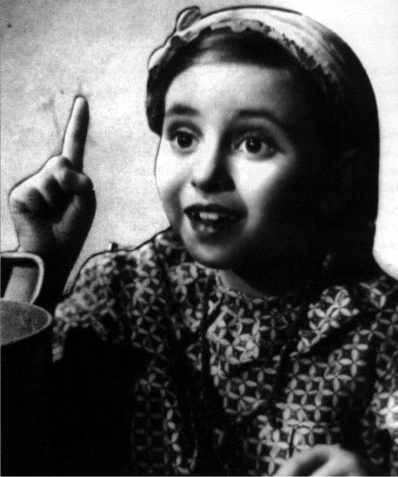
فاتن حمامة في فيلم يوم سعيد (1940).

ولدت فاتن أحمد حمامة في 27 مايو 1931 في السنبلاوين إحدى مدن الدقهلية في مصر وذلك حسب سجلها المدني، لكنها وحسب تصريحاتها ولدت في حي عابدين في القاهرة. كان والدها موظفًا في وزارة التعليم. بدأ ولعُها بعالم السينما في سن مبكرة عندما كانت في السادسة من عمرها عندما أخذها والدها معه لمشاهدة فيلم في إحدى دور العرض في مدينتها وكانت الممثلة آسيا داغر تلعب دور البطولة في الفيلم المعروض، وعندما بدأ جميع من في الصالة بالتصفيق لآسيا داغر واستنادًا إلى فاتن حمامة فإنها قالت لوالدها إنها تشعر بأن الجميع يصفقون لها ومنذ ذلك اليوم بدأ ولعها بعالم السينما.
وعندما فازت بمسابقة أجمل طفلة في مصر أرسل والدها صورة لها إلى المخرج محمد كريم الذي كان يبحث عن طفلة تقوم بالتمثيل مع الموسيقار محمد عبد الوهاب في فيلم «يوم سعيد» (1940)، وأصبح المخرج محمد كريم مقتنعًا بموهبة الطفلة فقام بإبرام عقد مع والدها ليضمن مشاركتها في أعماله السينمائية المستقبلية، وبعد 4 سنوات استدعاها نفس المخرج مرة ثانية للتمثيل أمام محمد عبد الوهاب في فيلم «رصاصة في القلب» (1944)، ومع فيلمها الثالث «دنيا» (1946) تمكنت من حجز موطئ قدم لها في السينما المصرية وانتقلت العائلة إلى القاهرة تشجيعًا منها للفنانة الناشئة ودخلت حمامة المعهد العالي للتمثيل عام 1946.

## المسيرة الفنية

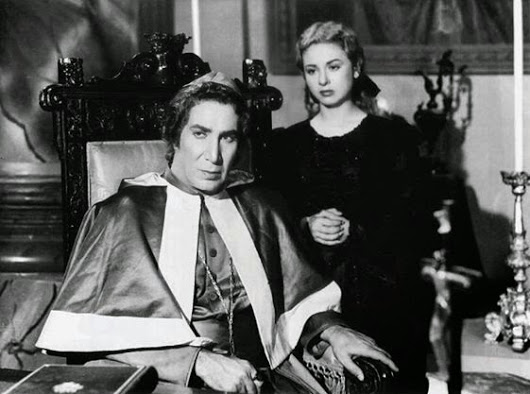
فاتن حمامة مع يوسف وهبي في كرسي الاعتراف، 1949

لاحظ يوسف وهبي موهبة الفنانة الناشئة وطلب منها تمثيل دور ابنته في فيلم «ملاك الرحمة» (1946)، وبهذا الفيلم دخلت مرحلة جديدة في حياتها وهي الميلودراما وكان عمرها آنذاك 15 عاماً فقط وبدأ اهتمام النقاد والمخرجين بها. واشتركت مرة أخرى في التمثيل إلى جانب يوسف وهبي في فيلم «كرسي الاعتراف» (1949)، وفي نفس العام قامت بدور البطولة في الفيلمين «اليتيمتين» للمخرج حسن الإمام و«ست البيت» (1949)، وحققت هذه الأفلام نجاحًا عاليًا على صعيد شباك التذاكر.
عندما بدأت مشوارها في السينما المصرية كان النمط السائد للتعبير عن الشخصية النسائية للمرأة المصرية في الأفلام يسير على وتيرة واحدة، حيث كانت المرأة في أفلام ذلك الوقت إما برجوازية غير واقعية تمضي معظم وقتها في نوادي الطبقات الراقية وكانت إما تطارد الرجال أو بالعكس، وأيضًا كانت هناك نزعة إلى تمثيل المرأة كسلعة جسدية لإضافة طابع الإغراء لأفلام ذلك الوقت، وكانت معظم الممثلات في ذلك الوقت يُجدن الغناء أو الرقص.
قبل مرحلة الخمسينيات ظهرت في 30 فيلمًا وكان المخرجون يسندون إليها دور الفتاة المسكينة البريئة، ولكن كل هذا تغير مع بداية الخمسينيات. حيث بدأت في الخمسينيات ونتيجة التوجه العام في السينما المصرية نحو الواقعية بتجسيد شخصيات أقرب إلى الواقع ففي فيلم «صراع في الوادي» (1954) للمخرج يوسف شاهين جسدت شخصية مختلفة لابنة الباشا فلم تكن تلك الابنة السطحية لرجل ثري وإنما كانت متعاطفة مع الفقراء والمسحوقين وقامت بمساندتهم، وفي فيلم «الأستاذة فاطمة» (1952) مثلت دور طالبة في كلية الحقوق من عائلة متوسطة وكانت تؤمن إن للنساء دورًا يوازي دور الرجال في المجتمع، وفي فيلم «إمبراطورية ميم» (1972) مثلت دور الأم التي كانت مسؤولة عن عائلتها في ظل غياب الأب، وفي فيلم «أريد حلا» (1975) جسدت دور امرأة معاصرة تحاول أن يعاملها القانون بالمساواة مع الرجل، وفي عام (1988) قدمت مع المخرج خيري بشارة فيلم «يوم مر ويوم حلو» ولعبت فيه دور أرملة في عصر الانفتاح والمبادئ المتقلبة وتحمل هذه الأرملة أعباءً ثقيلة جدًا دون أن تشكو وكلها أمل بالوصول إلى يوم حلو لتمسح ذاكرة اليوم المر.

رشح فيلم دعاء الكروان لجائزة أحسن فيلم في مهرجان برلين الدولي.

كانت الخمسينيات بداية ما سمي العصر الذهبي للسينما المصرية، وكان التوجه العام في ذلك الوقت نحو الواقعية وخاصة على يد المخرج صلاح أبو سيف. قامت بدور البطولة في فيلم «لك يوم يا ظالم» (1952) الذي اعتبر من أوائل الأفلام الواقعية واشترك هذا الفيلم في مهرجان كان السينمائي. وكذلك اشتركت في أول فيلم للمخرج يوسف شاهين «بابا أمين» (1950) ثم في فيلم صراع في الوادي (1954) الذي كان منافسًا رئيسيًا في مهرجان كان السينمائي. ويرى معظم النقاد أنها وصلت إلى مرحلة النضج الفني مع فيلم «دعاء الكروان» (1959) هذا الفيلم الذي اختير كواحد من أحسن ما أنتجته السينما المصرية وكان مستنداً إلى رواية لعميد الأدب العربي طه حسين، وكانت الشخصية التي قامت بتجسيدها معقدة جدًا من الناحية النفسية، وأيضًا فيلمها الرومانسي الشهير «بين الأطلال» (1959) والذي كادت ان ترفضه في البداية ولكن أقنعها عز الدين ذو الفقار ويوسف السباعي بقبول الدور وروَت انها لا تنسي فضل عز الدين ذو الفقار في نجاح هذا الفيلم وكان ذو الفقار واثقًا من نجاح الفيلم أثناء تصويره، هذا الفيلم اختير كواحد من أحسن ما أنتجته السينما المصرية. ومن هذان الفيلمين بدأت بانتقاء أدوارها بعناية فتلى هذان الفيلمين فيلم «نهر الحب» (1960) للمخرج عز الدين ذو الفقار والذي كان مستندًا على رواية ليو تولستوي الشهيرة «آنا كارنينا» وفيلم «لا تطفئ الشمس» (1961) عن رواية إحسان عبد القدوس وفيلم «لا وقت للحب» (1963) عن رواية يوسف إدريس. كذلك اشتركت في أول فيلم للمخرج كمال الشيخ «المنزل رقم 13» الذي يعتبر من أوائل أفلام الألغاز أو الغموض. في عام 1963 حصلت على جائزة أحسن ممثلة في الفيلم السياسي «لا وقت للحب» (1963).

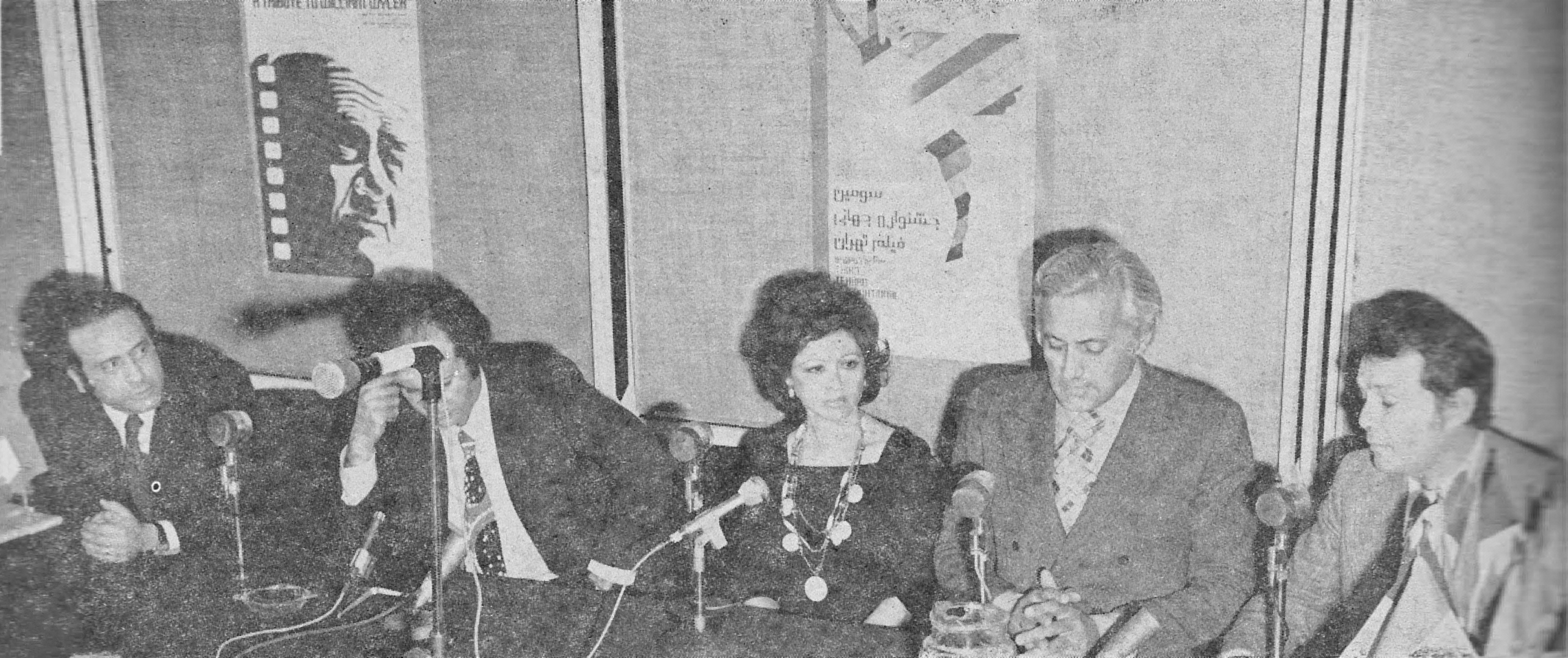

صاحب عودتها للعمل الفني بعد غياب طويل ضجة إعلامية، حيث شاركت بعام 2000 في المسلسل التلفزيوني وجه القمر والذي عرض على 24 قناة فضائية ومحطة تلفزيونية عربية والذي انتقدت فيه العديد من السلبيات بالمجتمع المصري من خلال تجسيدها شخصية مذيعة كبيرة بالتليفزيون وكان في المسلسل تعاطف مع الانتفاضة الفلسطينية عبر مشاهدة أبطال المسلسل للأحداث على أرض فلسطين إلى شاشات التلفزيون وتأييدها، خصوصًا عبر تعليقات المذيعة ابتسام البستاني (التي تقوم بتأديه دورها) حول الانتفاضة وتجار السلاح، وكان سبب الضجة الإعلامية إقامة مؤلفة العمل ماجدة خير الله دعوى قضائية ضد الشركة المنتجة للمسلسل بدعوى إن المسلسل أصابه التشويه من كثرة الحذف والإضافة في النص من قبل بطلته والتي وحسب المؤلفة كانت تتدخل في عمل المخرج سواء باختيار النجوم أو في عملية المونتاج، ولكن برغم هذه الضجة تم اختيار حمامة كأحسن ممثلة ومسلسل وجه القمر كأحسن مسلسل.

## الحياة الشخصية

### الزواج

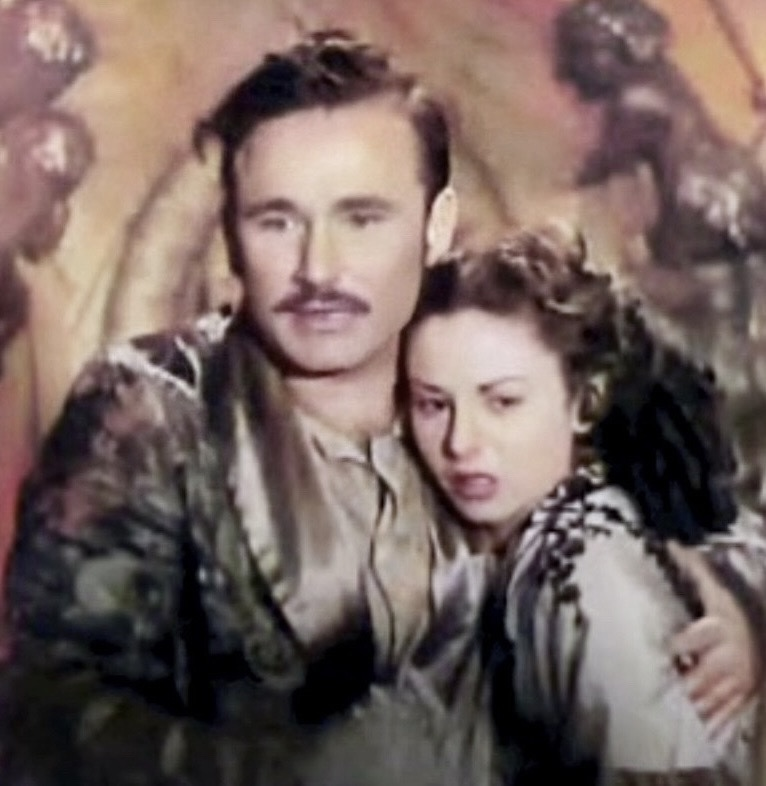
فاتن حمامة مع عز الدين ذو الفقار في خلود، 1948

تزوجت فاتن حمامة ثلاث مرات، كان الأول في عام 1947 حيث تزوجت من المخرج عز الدين ذو الفقار أثناء تصوير فيلم أبو زيد الهلالي (1947)، وأسسا معًا شركة إنتاج سينمائية قامت بإنتاج فيلم موعد مع الحياة (1954) (وكان هذا الفيلم سبب إطلاق النقاد لقب سيدة الشاشة العربية عليها). وظلّت منذ ذلك اليوم وحتى آخر أعمالها وجه القمر (2000) صاحبة أعلى أجر على صعيد الفنانات. انتهت العلاقة مع ذو الفقار بالطلاق عام 1954 وتزوجت عام 1955 من الفنان عمر الشريف.

#### العلاقة مع عمر الشريف
ترجع قصة لقائها بالشريف والذي كان اسمه آنذاك ميشيل شلهوب إلى اعتراضها على مشاركة شكري سرحان البطولة معها في فيلم يوسف شاهين «صراع في الوادي» وقام شاهين بعرض الدور على صديقه وزميل دراسته عمر الشريف حيث كان الشريف زميل دراسته بكلية فيكتوريا بالإسكندرية، وكان عمر الشريف في ذلك الوقت قد تخرج من الكلية ويعمل في شركات والده بتجارة الخشب فوافقت على الممثل الشاب، وأثناء تصوير هذا الفيلم حدث الطلاق بينها هي وزوجها عز الدين ذو الفقار. كانت مشهورة برفض أي مشهد أو لقطة فيها قبلة ولكن سيناريو الفيلم «صراع في الوادي» كان يحتوي على قبلة بين البطلين، ووسط دهشة الجميع وافقت على اللقطة. بعد الفيلم أشهر عمر الشريف إسلامه وتزوج منها واستمر زواجهما إلى عام 1974.
استنادا إليها في أحد المقابلات الصحفية فإن علاقتها بذي الفقار تدهورت لأنها اكتشفت أن علاقتها معه كانت علاقة تلميذة مبهورة بحب الفن وإنجذبت لأستاذ كبير يكبرها بأعوام عديدة. واستنادًا إليها فإنها كانت سعيدة مع الشريف وكانت تعيش في حلم لا تريده أن ينتهي، ولكن الشائعات من جهة وكونها وعلى لسانها كانت «شديدة الغيرة عليه» مما أدى إلى استحالة استمرار الزواج.

#### الزواج الثالث والأخير
وبعد انفصالها عن عمر الشريف بعام واحد فقط، تزوجت من طبيب الأشعة الدكتور محمد عبد الوهاب عام 1975، وظلت تعيش معه في هدوء حتى وفاتها.

### السياسة والعلاقة مع ناصر
استنادًا إلى مقابلة صحفية لها مع خالد فؤاد فإنها غادرت مصر من عام 1966 إلى 1971 احتجاجًا لضغوط سياسية تعرضت لها، حيث كانت خلال تلك السنوات تتنقل بين بيروت ولندن، وكان السبب الرئيسي وعلى لسانها «ظلم الناس وأخذهم من بيوتهم ظلماً للسجن في منتصف الليل، وأشياء عديدة فظيعة ناهيك عن موضوع تحديد الملكية»، وقد تعرضت إلى مضايقات من المخابرات المصرية حيث طلبوا منها «التعاون معهم» ولكنها امتنعت عن التعاون بناءً على نصيحة من صديقها حلمي حليم «الذي كان ضيفهم الدائم في السجون»، ولكن امتناعها عن التعاون أدى بالسلطات إلى منعها من السفر والمشاركة بالمهرجانات، ولكنها استطاعت ترك مصر بعد تخطيط طويل.
أثناء فترة غيابها طلب الرئيس جمال عبد الناصر من مشاهير الكتاب والنقاد السينمائيين بإقناعها بالعودة إلى مصر، ووصفها عبد الناصر بأنها "ثروة قومية". وكان عبد الناصر قد منحها وسامًا فخريًا في بداية الستينيات، ولكنها لم ترجع إلى مصر إلا في عام 1971 بعد وفاة عبد الناصر. وعند عودتها مباشرةً قدَّمت فيلم الخيط الرفيع (1971) وفي نفس العام قامت ببطولة الفيلم القصير ساحرة (1971) أمام صلاح ذو الفقار ثم بدأت بتجسيد شخصيات نسائية ذات طابع نقدي وتحمل رموزًا ديمقراطية كما حدث في فيلم إمبراطورية ميم (1972)، وحصلت عند عرض ذلك الفيلم في مهرجان موسكو على جائزة تقديرية من اتحاد النساء السوفيتي وكان فيلمها التالي "أريد حلا (1975) للمنتج صلاح ذو الفقار الذي اقتنع بالفكرة وجرأتها وتقديم الفيلم لنقدًا لاذعًا لقوانين الزواج والطلاق في مصر. وبعد الفيلم قامت الحكومة المصرية بإلغاء القانون الذي يمنع النساء من تطليق أزواجهن، وبالتالي سمحت بالخلع.

## الجوائز التقديرية
- أحسن ممثلة لسنوات عديدة
- شهادة الدكتوراة الفخرية من الجامعة الأمريكية بالقاهرة عام 1999
- جائزة نجمة القرن من قبل منظمة الكتاب والنقاد المصريين عام 2000
- وسام الأرز من لبنان (1953 & 2001)
- وسام الكفاءة الفكرية من المغرب
- الجائزة الأولى للمرأة العربية عام 2001
- ميدالية الشرف من قبل جمال عبد الناصر
- شهاده تقدير في عيد الفن عام 1979 من قبل محمد أنور السادات
- ميدالية الاستحقاق من ملك المغرب الحسن الثاني بن محمد
- ميدالية الشرف من قبل إميل لحود
- وسام المرأة العربية من قبل رفيق الحريري
- عضوة في لجنة التحكيم في مهرجانات موسكو وكان والقاهرة والمغرب والبندقية وطهران والإسكندرية وجاكرتا.[36][37]
- شهادة الدكتوراة الفخرية من الجامعة الأمريكية ببيروت عام 2013

## الأفلام والمسلسلات

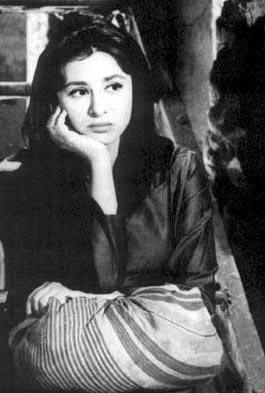
فاتن حمامة في فيلم الحرام عام (1965)

لها ما يقارب 94 فيلماً، بدأت أولها بفيلم يوم سعيد عام 1940، وآخرها فيلم أرض الأحلام عام 1993. وعملت مع معظم رواد الإخراج في مصر، ومن أبرز أفلامها ليلة القبض على فاطمة عام 1984.
ومن مسلسلاتها:
- ضمير أبلة حكمت، أنتج عام 1991، لعبت فيه دور «حكمت».[17]
- وجه القمر، أنتج عام 2000، لعبت فيه دور «ابتسام البستاني».[40]

## وفاتها

جوجل يحتفل بِالذكرى 85 لميلاد فاتن حمامة في 27 مايو 2016.

توفيت في مساء يوم السبت 17 يناير 2015 عن عمر يناهز 83 عامًا و8 أشهر إثر أزمة صحية مفاجئة، كانت قد تعرضت لأزمة صحية قبل وفاتها استدعت نقلها إلى مستشفى دار الفؤاد بمدينة السادس من أكتوبر تحت إشراف زوجها وخرجت بعد أن تماثلت للشفاء ثم تعرضت إلى وعكة صحية مفاجئة توفيت على إثرها، ولكن كان هناك تضارب في بيان خبر وفاتها وذلك بسبب رغبة أسرتها التحفظ وعدم الإدلاء بأي تصريحات حتى تأكيد الخبر من قبل وسائل الإعلام المصرية الرسمية.
أعلن جابر عصفور وزير الثقافة، الحداد لمدة يومين، في كل ما يتصل بقطاع الثقافة وكل ما يتصل بالدولة، حزنًا على رحيل فاتن حمامة،  كما نعت رئاسة الجمهورية وفاتها وتقدمت لأسرتها وذويها وكافة محبيها من أبناء مصر والوطن العربي بخالص التعازي والمواساة.
وفي 27 مايو 2016 احتَفل مُحرك البَحث جوجل بالذِكرى ال85 لِميلاد فاتن حمامة.

## وصلات خارجية
- فاتن حمامة على موقع أرشيف الشارخ.
- فاتن حمامة على موقع IMDb (الإنجليزية)
- فاتن حمامة على موقع الدهليز
- فاتن حمامة على موقع قاعدة بيانات الأفلام العربية
- فاتن حمامة على موقع ألو سيني (الفرنسية)
- فاتن حمامة على موقع تيرنر كلاسيك موفيز (الإنجليزية)
- فاتن حمامة على موقع أول موفي (الإنجليزية)
- فاتن حمامة على موقع قاعدة بيانات الفيلم (الإنجليزية)
- فاتن حمامة على موقع كينوبويسك (الروسية)